# Szank
Szank község Bács-Kiskun vármegye Kiskunmajsai járásában.

## Fekvése
A település a Duna-Tisza közén fekszik, a legközelebbi várostól, Kiskunmajsától 8 kilométerre északnyugatra.
A szomszédos települések: észak felől Móricgát, északkelet felől Jászszentlászló, délkelet felől Kiskunmajsa, délnyugat felől Tázlár, északnyugat felől pedig Bócsa.

### Megközelítése
A település ma csak közúton érhető el, Bócsa vagy Kiskunmajsa érintésével, a közöttük húzódó 5404-es úton. A térség két nagyobb városa, Kiskunfélegyháza és Kiskunhalas felől is könnyen megközelíthető: mindkét irányból Kiskunmajsáig kell eljutni az 5402-es úton, majd onnan az 5404-esen.
Korábban a községen áthaladt a kecskeméti kisvasút hálózatához tartozó Kecskemét–Kiskunmajsa-vasútvonal is, amelyen azonban a személyszállítás 2009. december 13., a 2009/2010. évi menetrendváltás napja óta szünetel.

## Története
A községgel kapcsolatos első ismert, írásos emlék szerint ,,Zank szállása" 1451-ben már templommal rendelkező település volt. A Jászság fénykorában a területet Kunszentmiklós bérelte. A puszta-kor után az 1800-as években kezdődött meg a lassú betelepülés.
A régi lakosság (100-120 család) lassan kisebbséggé vált a Szegedről, Kiskunfélegyházáról, Kiskunhalasról, Kistelekről, betelepülőkkel szemben. Gazdaságának fellendülését jelentette a kövesút megépülése Kiskunmajsáig, valamint az 1928-ra megépült, Kecskemétet Kiskunmajsával összekötő gazdasági vasút, amely a teherforgalom mellett a személyszállítást is biztosította (a vonalon 2009 végén megszűnt a forgalom).
Jelentős fordulópont volt a falu életében az 1964-es év, amikor is földgázra és kőolajra bukkantak a falu határában.

## Közélete
Községbírók[forrás?]
- 1874 – 1891. november: László János
- 1891. november – 1905. július: Forczek József
- 1905. július – 1908. június: Somogyi Ferenc
- 1908. június – 1921. július: Somogyi Sándor
- 1921. július – 1928. február: Forczek István
- 1928. február – 1934. december: Forczek József
- 1934. december – 1944. december: Rácz János
- 1945. január – ismeretlen: Gárdony Gábor

### Polgármesterei
- 1990–1994: Zaka László (független)[4]
- 1994–1998: Zaka László Sándor (független)[5]
- 1998–2002: Zaka László (független)[6]
- 2002–2006: Zaka László Sándor (független)[7]
- 2006–2010: Patkós Zsolt (független)[8]
- 2010–2014: Patkós Zsolt (Fidesz-KDNP)[9]
- 2014–2019: Patkós Zsolt (Fidesz-KDNP-Nemzeti Fórum)[10]
- 2019–2024: Varga Ferencné (Fidesz-KDNP-Nemzeti Fórum)[11]
- 2024– : Varga Ferencné (Fidesz-KDNP-Nemzeti Fórum)[1]

## Turizmus
- Kiskun Emlékhely: A 2019 nyarára elkészülő emlékpark a kunok magyarországi megtelepedésének és jelenlétének állít emléket, Szank vezér egykori szálláshelyén. Központi épülete a látogatóközpont, mely modern módszerekkel röpíti vissza a látogatót az elmúlt évszázadokba. A tematikus útvonalak történeti hűséggel mutatják be a magyarságba az évszázadok során beolvadó kunok folyamatosan változó életterét. Megtekinthetők még: jurták, Árpád-kori és késő középkori sírok, templomrom, feltárt kettős körárok és cölöpsánc rekonstrukciója, Árpádkori földház, 19. századi tanya és tanyaudvar, tároló épületek, kunhalom.[12]
- Szanki Horgásztó és Pihenőpark: A mocsaras terület lecsapolásával létrejött horgásztó kulturált szabadidős programok üdítő helyszíne. A nyugodt, szép környezet, a 15 ezer négyzetméteres vízfelület, az 1,8 méteres átlagos vízmélység, a horgásztó közepén kialakított 1600 négyzetméteres sziget kitűnő horgász- és pihenőhellyé teszi a tavat. A park emellett kitűnő rendezvényhelyszín is. Horgászható fajok: ponty, amur, kárász, csuka, süllő, balin, sügér és keszegfélék.[12]

### Szanki konyakmeggy
„Szankon édesebb a meggy, mint máshol a cseresznye!” - mi sem bizonyítja ezt jobban, mint az, hogy a helyi, kézműves konyakmeggy - mely kiváló szakértelemmel és odaadással készül- páratlan az országban. Szankon az Ízek Háza kézi manufaktúrájában készülnek a „Ritz Chocolate” márkanévvel ellátott szanki kézműves konyakmeggyek, ahol a vendégek üvegablakokon keresztül nyerhetnek bepillantást a készítés folyamatába.
Az édes ízek kedvelőinek remek lehetőség, hogy megismerkedjenek a helyi különlegességekkel a Szanki méz- és meggyfesztivál. A kétnapos fesztiválon minden a helyi mézről és meggyről szól. A jó hangulatról Meggykirálynő választás, Mézkirály erősember vetélkedő, Aranytepsi süteménykészítő verseny, valamint neves fellépők gondoskodnak.

## Népesség
A település népességének változása:
| Lakosok száma | 2406 | 2398 | 2317 | 2211 | 2190 | 2183 | 2170 |
|               | 2013 | 2014 | 2018 | 2021 | 2022 | 2023 | 2024 |

A 2011-es népszámlálás során a lakosok 91,7%-a magyarnak, 3,6% cigánynak, 1,3% németnek, 0,4% románnak mondta magát (7,4% nem nyilatkozott; a kettős identitások miatt a végösszeg nagyobb lehet 100%-nál). A vallási megoszlás a következő volt: római katolikus 68,2%, református 6,6%, evangélikus 0,5%, görögkatolikus 0,1%, felekezeten kívüli 8,9% (14,4% nem nyilatkozott).
2022-ben a lakosság 88,7%-a vallotta magát magyarnak, 3% cigánynak, 1,1% németnek, 0,5% románnak, 0,1% szerbnek, 0,1% bolgárnak, 1,9% egyéb, nem hazai nemzetiségűnek (10,5% nem nyilatkozott; a kettős identitások miatt a végösszeg nagyobb lehet 100%-nál). Vallásuk szerint 49% volt római katolikus, 6,1% református, 0,4% evangélikus, 0,4% görög katolikus, 1,1% egyéb keresztény, 0,9% egyéb katolikus, 6,8% felekezeten kívüli (35,1% nem válaszolt).

## Sportélet

### Szanki Olajbányász SE
Alapítás éve: 1946.
Székhelye: 6131, Szank, Halasi út. 26.

#### Sportpálya
Tekepálya
- 4 sávos
- Kivilágított
- 6 öltöző helyiség
- Büfé
- Nézőtér: 80 ülőhely, 30-40 állóhely

Teniszpálya
- Salak
- Kivilágított

Futballpálya
- Füves
- Locsolórendszerrel felszerelt
- Labdafogó hálóval felszerelt
- Hazai/Vendég fedett kispad
- Kivilágított
- Nézőtér (lelátó): 100-150 ülőhely, 1000-1500 állóhely

#### Elnökség
- Elnök: Patkós Zsolt
- Tagok: Cserényi Lajos, Pélyi András, Vinkó György, Oláh László, Nagy Klára (gazdasági vezető)

#### Teke szakosztály
Szakosztályvezető: Cserényi Lajos
Férfi tekecsapat
- NB I. Keleti csoport
  - Játékos edző: Tóth Bagi József
  - Felnőtt játékosok: Tóth Bagi József, Cserényi Lajos, Rávai Viktor, Tóth Bagi Róbert, Mózer László, Kállai Zoltán, Iványi László
  - Ifjúsági játékosok: Monostori Márk, Forczek Zsombor, Pekker Norbert, Pekker Róbert

#### Labdarúgó szakosztály
- Osztály: Megyei III. Kelet
- Szakosztályvezető: Oláh László
- Vezetőedző: Vörös Tibor
- Technikai Vezető: Oláh László, Varga Róbert
- Szerelés:
  - Hazai: Fehér, Kék-fehér,
  - Idegenbeli: Narancssárga, Citromsárga-zöld

Játékosok:
- Kapusok: Huszka Antal, Kuklis Imre, Rávai Imre, Sipos-Szabó Ferenc
- Védők: Mészáros Zsolt, Cserényi Norbert, Törőcsik Vilmos, Csillag Tamás, Marton Péter, Kiss Máté Gergő, Kozák Francois, Domán Gábor,
- Középpályások: Pintér Csaba, Pintér Gábor, Ozsváth Roland, Rávai Viktor, Göcző Zsolt, Busa Tamás, Kuszli Gábor, Horváth Attila
- Támadók: Soós István, Rávai Dezső, Segesvári Arnold, Slezák Mihály, Bangó Róbert, Szudoczki Zsolt, Kiss Gyula Vilmos,

##### Szanki Focikarnevál
A Szanki Focikarnevál egy 2004-től minden év nyarán megrendezett labdarúgó-torna. A kupáért 16 csapat küzd.

#### Tenisz szakosztály
Szakosztályvezető: Koncz Jenő

## Kultúra, művelődés, oktatás
- Gy. Szabó Béla Képtár, 6131 Szank, Béke utca 40/B.
- Községi Könyvtár, 6131 Szank, Béke utca 40/B.
- Gy. Szabó Béla Református Általános Iskola, 6131 Szank, Béke utca 73.[15]
- Vörösmarty Mihály Közösségi Színtér (Művelődési Ház, Digitális Jólét Program Pont), 6131 Szank, Rákóczi u. 22.

## Díszpolgárai
- Banga Antalné (1887–1995) Magyarország legidősebb polgára
- Csepregi Imre (1921–2007) sportszervező
- Nagy Gábor lelkész
- Falk Miklós olajmérnök
- Mészáros Kálmán (1925–2008) nyugalmazott teológiai dékán
- Elek József (*1930) háziorvos
- Fülöp Ferenc (1952–2021) Széchenyi-díjas kémikus, gyógyszervegyész, egyetemi tanár, a Magyar Tudományos Akadémia rendes tagja
- Kányádi Sándor (1929–2018) költő
- Folberth György
- Gy. Szabó Béla – posztumusz[16]

## Testvértelepülések
- Nagygalambfalva (Székelyföld, Hargita megye)
- Mauru (Finnország)
- Topolya (Délvidék)
- Quindici (Olaszország)
- Hiiumaa (Észtország)

## Kapcsolódó szócikk
- Olajbányász SE Szank